# Super Meat Boy Forever
Super Meat Boy Forever est un jeu vidéo indépendant de plates-formes développé par Team Meat, sorti en décembre 2020 sur PC et Switch puis en avril 2021 sur PlayStation 5 et Xbox One. Il s'agit de la suite de Super Meat Boy.

## Système de jeu
Contrairement au premier jeu, le personnage se déplace automatiquement et le joueur contrôle ses actions avec deux boutons. Les niveaux sont par ailleurs générés procéduralement, en assemblant des portions de niveau dans un ordre aléatoire.

## Développement
Super Meat Boy Forever est annoncé en 2014, et présenté à l'E3 2018,. Sa sortie est annoncée pour avril 2019 avant d'être finalement repoussée au 23 décembre 2020.

## Accueil
Le jeu reçoit un accueil mitigé de la part de la critique comme du grand public. On lui reproche son côté runner, permettant moins de liberté de mouvement qu'un jeu de plates-formes comme son ainé. On lui reproche aussi le manque d'originalité du level design malgré la quantité de niveaux possibles. Les musiques, non composées par Danny Baranowsky contrairement à celles de Super Meat Boy, ont aussi déçu. Cependant, les combats de boss et les cinématiques ainsi que la rejouabilité du titre sont salués.